# Алкионей
Алкионей (др.-греч. Ἀλκυονεύς) — персонаж древнегреческой мифологии. Старший из гигантов. Отец Алкионид. Сын Геи (Земли).
Согласно Пиндару, флегрейский волопас, пытался похитить у Геракла быков Гериона. Воитель, сокрушивший 12 колесниц и 24 бойца. Убит Гераклом с помощью Теламона. Отличался особой силой. Оставался бессмертным на земле, на которой родился. Угнал стадо Гелиоса из Эритеи. Геракл сразил его стрелой, но к нему вновь вернулась жизнь. По совету Афины Геракл стащил его с земли Паллены и убил, из-за этого началась битва с гигантами.
По ещё одной версии, это великан, убитый Гераклом на Истме. Также его упоминает Нонн.